# Marek Gregorczuk
Marek Daniel Gregorczuk (ur. 3 stycznia 1938 w Starosielcach koło Białegostoku, zm. 14 listopada 1992 w Katowicach) – polski bioklimatolog, geograf, profesor nadzwyczajny Politechniki Częstochowskiej.

## Życiorys
Egzamin maturalny złożył w 1955 w III Liceum Ogólnokształcącym we Wrocławiu. Studia geografii w specjalności meteorologii i klimatologii (pod kierunkiem prof. Aleksandra Kosiby) ukończył w Uniwersytecie Wrocławskim w 1961.
Stopnie doktora (1967) za pracę Analiza warunków bioklimatycznych Polski w latach 1958–1963 w świetle ważniejszych wskaźników kompleksowych, a następnie doktora habilitowanego (1971) za pracę Bioklimat Polski na tle warunków bioklimatycznych kuli ziemskiej uzyskał w obecnym Uniwersytecie Przyrodniczym we Wrocławiu. Był doktorantem i wieloletnim współpracownikiem prof. Mieczysława Ceny. Po uzyskaniu habilitacji w 1971 został zatrudniony w Instytucie Podstaw Inżynierii Środowiska PAN w Zabrzu, a następnie (1982) w Instytucie Ekologii Terenów Uprzemysłowionych w Katowicach.
W 1984 otrzymał nagrodę konkursową III stopnia Polskiego Towarzystwa Geofizycznego. Był członkiem zarządu oddziału Polskiego Towarzystwa Geograficznego. Od 1985 pracował także w Politechnice Częstochowskiej, gdzie został powołany (1991) na stanowisko profesora nadzwyczajnego. Był promotorem dwóch doktoratów.
Nagrodę Sekretarza Naukowego PAN otrzymał w 1973, a w 1975 został odznaczony Złotym Krzyżem Zasługi.

## Zainteresowania naukowe

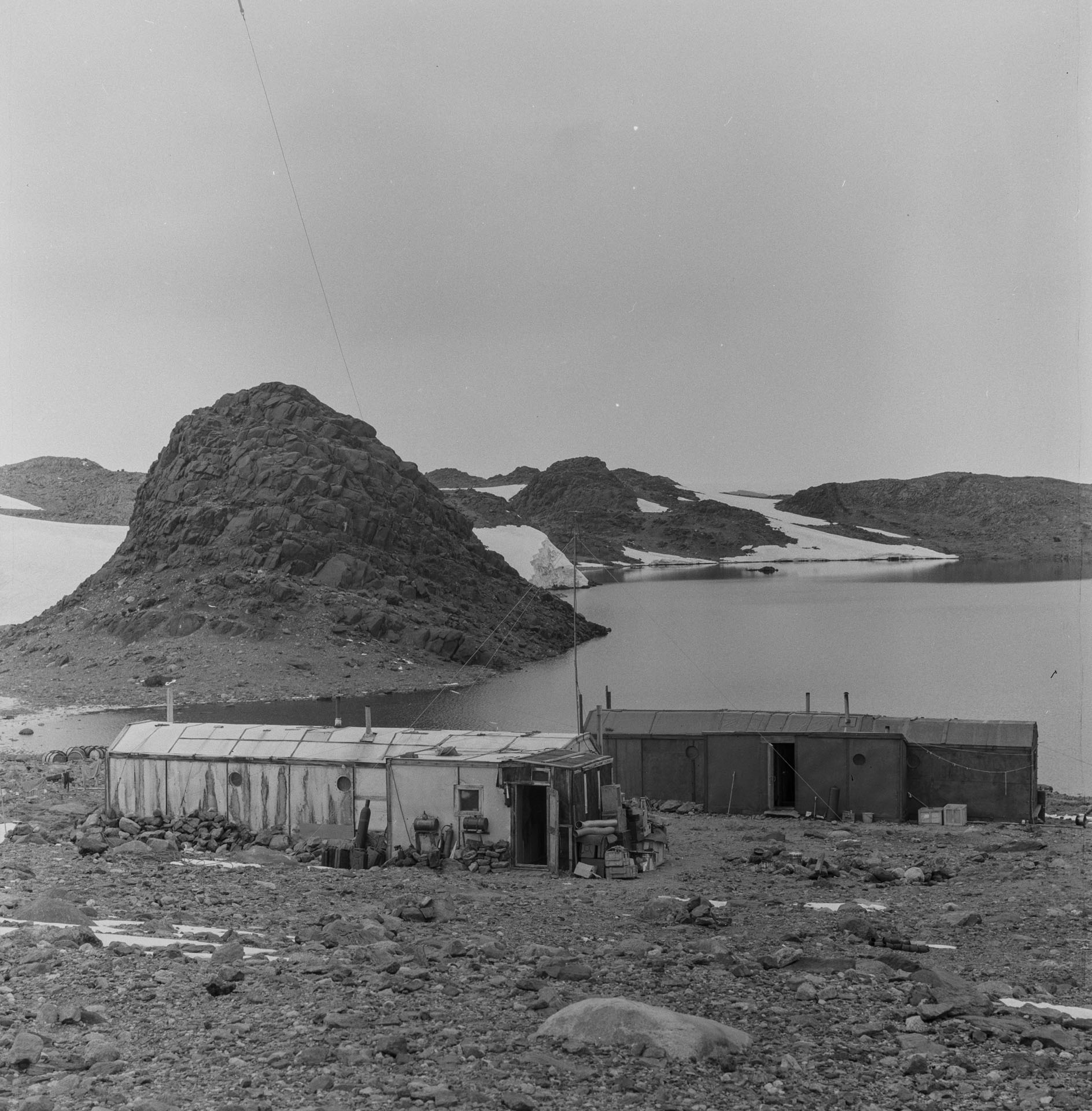
Stacja polarna im. A.B. Dobrowolskiego (Oaza Bungera, Antarktyda) w roku 1979

Zajmował się bioklimatyczną analizą obszarów kuli ziemskiej, a w szczególności terenu Polski. Prace o rozkładzie wskaźnika temperatury efektywnej i entalpii powietrza na Ziemi są jego najczęściej cytowanymi publikacjami w piśmiennictwie międzynarodowym. Był współautorem monografii Zarys bioklimatów kuli ziemskiej i Materiały do bioklimatologii Polski.
Był autorem szeregu publikacji z zakresu bioklimatologii stosowanej w odniesieniu do regionów przemysłowych Polski, także do bilansu promieniowania słonecznego i bilansu cieplnego konurbacji górnośląskiej. Zajmował się bioklimatycznymi uwarunkowaniami dla rolnictwa, budownictwa, przemysłu odzieżowego, higieny pracy i lecznictwa uzdrowiskowego, a także bioklimatami terenów polarnych, w tym Antarktyki.
Jego praca o obciążeniu cieplnym przez promieniowanie słoneczne u ludzi została przetłumaczona i wydana przez brytyjski instytut lotnictwa. Światowa Organizacja Meteorologiczna opublikowała w 1972 analizę fizycznych cech bioklimatów w znacznej części opartej na cytowanych pracach Gregorczuka.

## Inne informacje
Był współzałożycielem (1988) Polskiej Partii Zielonych, członkiem zarządu tej partii w regionie Śląsko-Dąbrowskim i współredaktorem biuletynu „Za Pięć Dwunasta”.